# Enneapterygius melanospilus
Enneapterygius melanospilus es una especie de pez de la familia Tripterygiidae en el orden de los Perciformes.

## Morfología
• Los machos pueden llegar alcanzar los 3,1 cm de longitud total.

## Alimentación
Come Pycnogonidas, ostràcodes, copépodos y isòpedes.

## Hábitat
Es un pez de mar  y de clima tropical que vive entre 3-9 m de profundidad.

## Distribución geográfica
Se encuentra en Omán.